# Јулија ван Берген
Јулија ван Берген (17. септембар 1999, Хардевејк) холандска је певачица. Представљала је Холандију на Дечјој Песми Евровизије 2014. са песмом Around.

## Дискографија
- Around (2014)
- Round And Around (2015)
- Baby Come Home (2015)
- The One (2016)